# Emilio Comici
Emilio Comici („básník šestého stupně“ 21. února 1901 Terst – 19. října 1940 Sëlva) byl italský horolezec, jeskyňář a horský vůdce, autor řady prvovýstupů v Dolomitech v které mají četná opakování. Ve 30. letech patřil spolu s Riccardo Cassinem mezi nejvýznačnější představitele z nejméně dvacítky „setsogradistů“ (období šestého stupně obtížnosti podle nové klasifikace skalního lezení).

## Výstupy
výběr
- 13.–14. 8. 1933: Comiciho cesta, VI, Severní stěna, Cima Grande (Tre Cime), E. Comici, Angelo Dimai, Giuseppe Dimai, 550 m
- 28.–29. 8. 1940 Via Comici „Salami“, VI, Sassolungo, Campanille Comici (Comiciho věž), E. Comici, Severino Casara, 450 m